# Rhabdocaulon coccineum
Rhabdocaulon coccineum là một loài thực vật có hoa trong họ Hoa môi. Loài này được (Benth.) Epling miêu tả khoa học đầu tiên năm 1936.